# 昂特拉 (阿列日省)
昂特拉（法語：Antras）是法国阿列日省的一个市镇，属于圣吉龙区（Saint-Girons）库瑟朗地区卡斯蒂隆县（Castillon-en-Couserans）。该市镇2009年时的人口为65人。

## 人口
昂特拉人口变化图示
| 数据来源：INSEE |